# Serratula
Serratula là một chi thực vật có hoa trong họ Cúc (Asteraceae).

## Loài
Chi Serratula gồm các loài: